# Matriz GE
A Matriz GE / McKinsey é um modelo para análise de portfólio de unidades de negócios. O melhor portfólio de negócios é aquele que se encaixa perfeitamente aos pontos fortes da empresa e ajuda a explorar as indústrias e mercados mais atrativos. 
Os objetivos da análise do portfólio de negócios são:
1. Decidir qual unidade de negócios deve receber mais ou menos investimentos;
2. Desenvolver estratégias de crescimento incluindo novos produtos e negócios ao portfólio;
3. Decidir quais negócios ou produtos não deverão permanecer.

Outra ferramenta muito conhecida de análise de portfolio é a Matriz BCG (Boston Consulting Group). A Matriz GE é uma forma posterior e mais avançada da Matriz BCG. A Matriz GE é considerada mais avançada por causa de três aspectos:
1. A "atratividade do mercado" (fatores externos) substitui o "crescimento do mercado" como dimensão para medir a atratividade da indústria. A atratividade do mercado inclui uma gama maior de fatores que apenas o crescimento do mercado. Compare também com o modelo das Cinco forças de Porter.
2. A "força competitiva" (fatores internos) substitui "participação relativa de mercado" como dimensão para medir a posição competitiva de cada unidade de negócio. A força competitiva também inclui uma gama maior de fatores que apenas participação de mercado.
3. A Matriz GE funciona com uma grade de 3x3 células, enquanto a Matriz BCG tem apenas 2x2. Isto também resulta em maior sofisticação do modelo.

Os fatores externos típicos que afetam a atratividade do mercado são:
- tamanho do mercado
- taxa de crescimento do mercado
- lucratividade do mercado
- tendências de preço
- intensidade da rivalidade dos concorrentes
- risco total do retorno dos investimentos no setor
- barreiras para entrada no setor
- oportunidades de diferenciação dos produtos/serviços
- variação da demanda
- segmentação do mercado
- estrutura de distribuição
- desenvolvimento tecnológico

Os fatores internos típicos que afetam a força competitiva da unidade de negócios são:
- força dos ativos e competências
- força da marca em relação à concorrência (ligado ao esforço de marketing)
- participação de mercado
- taxa de crescimento da participação de mercado
- lealdade dos clientes
- posição de custo em relação aos concorrentes (ligado à estrutura de custos da empresa)
- margem de lucro em relação aos concorrentes
- capacidade de produção e força de distribuição
- patentes tecnológicas e de outras inovações
- qualidade
- acesso a recursos financeiros e investimentos
- capacidade administrativa

Freqüentemente, as unidades estratégicas de negócios são representadas como círculos, onde:
- o tamanho do círculo representa o tamanho do mercado,
- o tamanho da 'fatia' no 'gráfico de pizza' representa a participação de mercado da unidade de negócios,
- as setas representam a direção e o movimento da unidade de negócio no futuro.

As conclusões após a análise da Matriz GE podem ser: investir (campo superior esquerdo), avaliar ou abandonar (campo inferior direito).

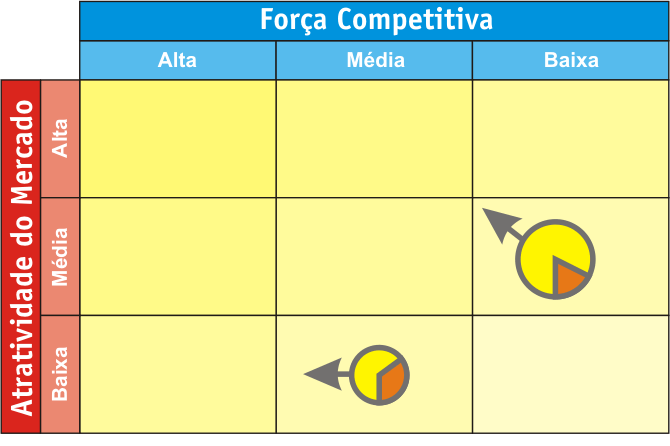
Matriz GE / McKinsey